# Stazione di Schaanwald
La stazione di Schaanwald è una stazione ferroviaria a servizio della località di Schaanwald, nel comune liechtensteinese di Mauren, sulla linea Feldkirch-Buchs. La stazione non è più in uso dal 2013.
L'impianto costituiva l'ultima fermata in Liechtenstein ad un chilometro dal confine con l'Austria, e pertanto fungeva da stazione di confine, predisposta per espletare i controlli doganali. Tale ruolo è stato ora assunto dalla stazione di Nendeln, sebbene i controlli sistematici dei passaporti siano stati aboliti nel 2011, con l'ingresso del principato nell'Area Schengen.

## Storia
La stazione fu attivata nel 1902, venendo dotata di un fabbricato viaggiatori nel 1928. Nel 1988 divenne impresenziata. Nel 1997 l'edificio della stazione è stato restaurato.

## Strutture e impianti
La stazione dispone di un binario dotato di marciapiede per il servizio viaggiatori. È presente un piccolo fabbricato viaggiatori in legno ad un piano, classificato come bene culturale protetto dall'Ufficio per la cultura del piccolo principato alpino e restaurato nel 2023.

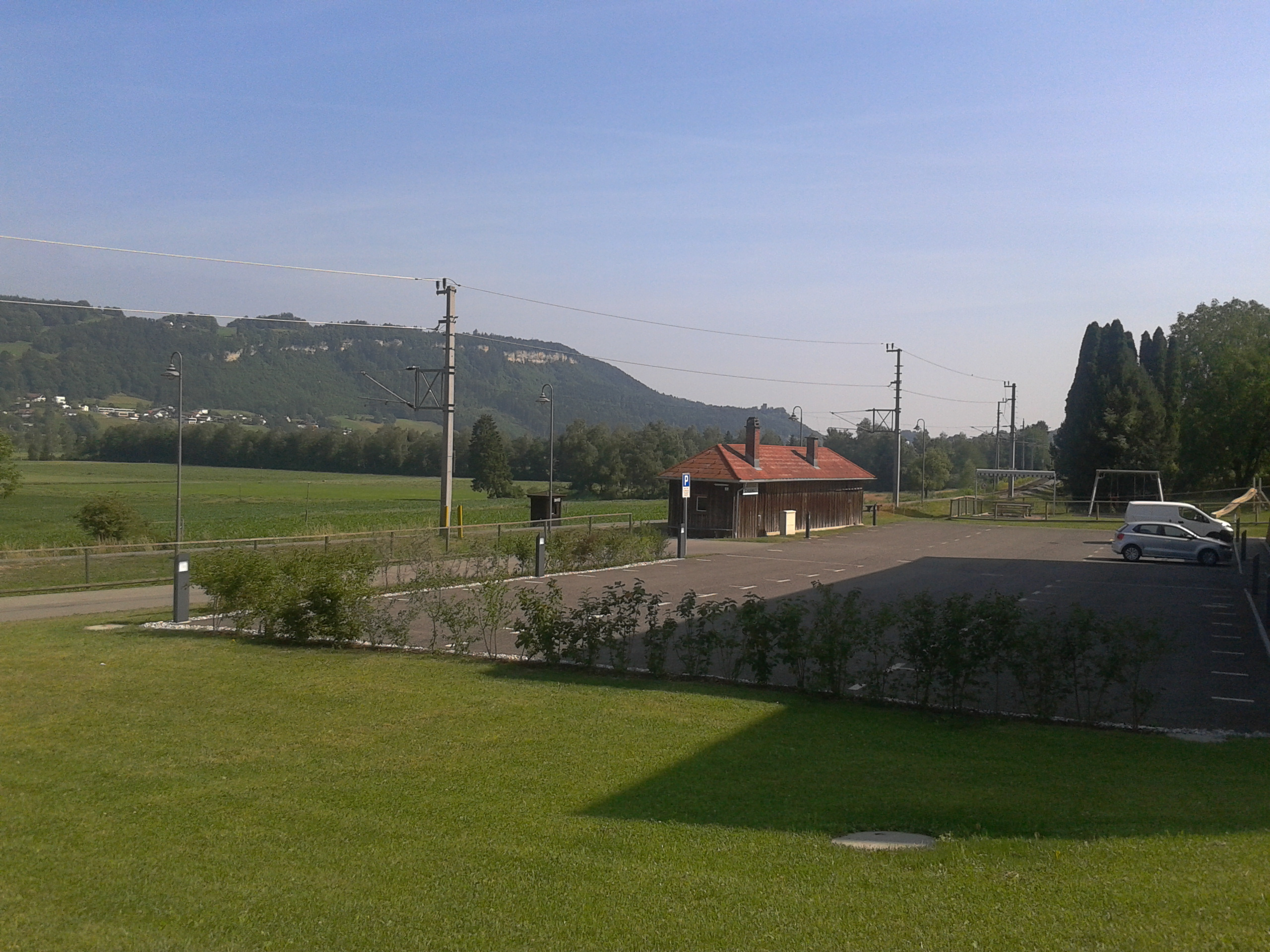
La stazione e il suo parcheggio di interscambio nel 2014.

## Movimento
Nei primi anni 2000, il traffico ferroviario a Schaanwald ebbe un notevole calo di passeggeri, al punto che nel 2010 vi fermava solo un treno al giorno da Buchs a Feldkirch. Dal 2013, non vi ferma più nessun treno, con la stazione chiusa al traffico passeggeri, il binario di incrocio demolito e l'ingresso alla ferrovia sbarrato da una recinzione.

## Servizi
La stazione era dotata di un parcheggio di interscambio.

## Interscambi
- Fermata autobus (Schaanwald, Waldstrasse) [4]